# Kostel svatého Mikuláše (Boleboř)
Římskokatolický filiální kostel svatého Mikuláše v Boleboři byla sakrální stavba zbořená v roce 1959 a nahrazená novým kostelem v roce 1993.

## Historie
Nejstarší gotický kostel je v Boleboři připomínán roku 1374. Později jej nahradil jednolodní barokní kostel svatého Mikuláše z let 1725–1729 byl navržen architektem Janem Kryštofem Koschem. Loď i presbytář měly elipsovitý půdorys, kasulová okna a plackové klenby. Před západním průčelím stála hranolová věž, která bývala součástí ještě staršího vyhořelého gotického kostela.
Kostel spolu s farou a dalšími dvanácti domy dne 27. října 1947 vyhořel a jeho zřícenina byla stržena v roce 1959. Na jeho místech byla roku 1993 postavena stavba s volně stojící zvonicí. Vysvěcena byla 23. srpna 1993 litoměřickým biskupem Josefem Kouklem. Nová stavba z architektonického hlediska bývá nazývána kaplí, nicméně z hlediska liturgického se jedná o filiální kostel.

## Okolí kostela
Na jižním okraji vesnice stojí u silnice barokní socha svatého Donáta z roku 1744.